# رئيس المفوضية الأوروبية
رئيس المفوضية الأوروبية (بالإنجليزية: President of the European Commission)‏هو رأس المفوضية الأوروبية (الفرع التنفيذي للاتحاد الاوروبي) وبالتالي فهو صاحب أعلى سلطة في الاتحاد الأوروبي، (بشكل فضفاض) مماثل لدور رئيس الوزراء / رئيس الحكومة (في المقابل يوجد دور مستقل لرئيس المجلس الأوروبي، الذي ينظر إليه باعتباره رأس الدولة للاتحاد الأوروبي). خلافا لرئيس الحكومة، رئيس المفوضية لا يقوم بأي من تحديد السياسة الخارجية، قيادة القوات، ورفع الضرائب. رئيس المفوضية مسؤول عن توزيع الحقائب على أعضاء المفوضية وإعادة توزيعها وإعفاء الأعضاء في حال الضرورة. تقوم المفوضية بوضع أجنة لسياساتها وجميع مشاريع القوانين التي تقترحها (وهي الجهة الوحيدة القادرة على اقتراح قوانين الاتحاد الاوروبي).
رئيس المفوضية أيضاً يمثل الاتحاد الأوروبي في الخارج مع رئيس المجلس الأوروبي والممثل السامي للاتحاد للشؤون الخارجية والسياسة الأمنية.
تم تأسيس المنصب في العام 1958 ويتم انتخابه من قبل البرلمان الأوروبي، بناءً على اقتراح المجلس الأوروبي لولاية من خمس سنوات. بمجرد التعيين يصبح رئيس المفوضية وأعضائها مسؤولين أمام البرلمان القادر على انتقاد رئيس المفوضية. رئيس المفوضية الحالي والثالث عشر هو أورسولا فون دير لاين التي تولت المنصب من 1 ديسمبر 2019. وهي عضو في حزب الشعب الأوروبي ووزيرة دفاع ألمانيا سابقاً.

## تاريخ

### التأسيس
أُسست المفوضية الأوروبية الحالية بموجب اتفاقية روما عام 1957، واستبدلت الجماعة الأوروبية للطاقة الذرية في عام 1967. كان أول رئيس للمفوضية الأوروبية والتر هالشتاين الذي شرع في إرساء القانون الأوروبي وإحداث تغيير ملحوظ في التشريع على المستوى القومي. تجاهلت الحكومات القومية في بداية الأمر إدارة هالشتاين، واضطر هالشتاين حينها إلى فرض سلطة المفوضية في مرحلة مبكرة. صارت سلطة المفوضية تؤخذ على محمل الجد بمعاونة محكمة العدل الأوروبية.
في عام 1965، قدم هالشتاين مقترحاته بشأن السياسة الزراعية المشتركة التي كانت ستمنح المجموعة الأوروبية مواردها المالية الخاصة وتمنح المفوضية والبرلمان المزيد من الصلاحيات وتبطل حق الاعتراض على الزراعة في المجلس الأوروبي. قُوبلت تلك المقترحات على الفور برد فعل عنيف من جانب فرنسا. كان هالشتاين على علم بأن مقترحاته مثيرة للجدل، وتولى بنفسه مسؤولية صياغتها، متخطيًا بذلك سلطة المندوب الزراعي. ورغم ذلك حظي هالشتاين بتأييد البرلمان، وعرض سياسته على البرلمان قبل تقديمها للمجلس الأوروبي بأسبوع، إذ كان يأمل أن يعرض الطريقة الصحيحة التي يجب أن تُدار بها المجموعة الأوروبي على حد اعتقاده، وذلك أملًا في توليد موجة مؤيدة للوحدة الأوروبية حتى يتمكن من تجاوز اعتراضات أعضاء الاتحاد.
اتهم الرئيس الفرنسي حينها، شارل ديغول، هالشتاين بأنه يتصرف كما لو كان رأسًا لدولة، ما أدى إلى سحب الممثل الفرنسي من المجلس الأوروبي، ما أدى إلى «أزمة المقعد الشاغر» الشهيرة. ورغم الوصول إلى حل فيما يُعرف بمساومة لوسكمبورغ، إلا أن الجميع اتهم هالشتاين بأنه السبب في تلك الأزمة، ورفض المجلس تجديد فترة ولايته رغم أنه كان أكثر الرؤساء نشاطًا قبل مجيء جاك ديلور.

## مدة الخدمة
يُنتخب رئيس المفوضية الأوروبية بعد خمسة أشهر من انتخابات البرلمان الأوروبي لمدة خمس سنوات قابلة للتجديد. وُضعت تلك البنود قيد التنفيذ بموجب معاهدة ماستريخت، إذ كانت انتخابات المفوضية الأوروبية تُعقد قبلها كل أربع سنوات. تُعقد انتخابات المفوضية الأوروبية الآن في شهر يونيو كل خمسة أعوام (أي الأعوام التي تنتهي بأربعة أو تسعة). أدى هذا النسق إلى توثيق العلاقة بين الانتخابات والرئيس نفسه للأحزاب السياسية المشاركة في الانتخابات بمرشحيها.
يمكن عزل الرئيس والمفوضية التي يرأسها بتصويت أغلبية البرلمان على اقتراح حجب الثقة. لم يسبق أن حدث ذلك في تاريخ البرلمان حتى الآن، ولكنه أوشك أن يحدث في عام 1999 بعد اتهام المفوضية بسوء الإدارة المالية، ما دفع جاك سانتر، رئيس المفوضية حينها، إلى الاستقالة بمحض إرادته قبل موعد التصويت في البرلمان.

## الواجبات والسلطات
تُعد رئاسة المفوضية الأوروبية أقوى منصب في الاتحاد الأوروبي، إذ أن صاحبه مسؤول عن إدارة المفوضية التي تمتلك حق التعديل على تشريعات الاتحاد (فيما يخص القضايا الموكلة إليها من قبل أعضاء الاتحاد وفقًا للمعاهدات القائمة)، وهو مسؤول كذلك على الإشراف على تنفيذها. يتحكم رئيس المفوضية في الأجندة السياسية التي تتبناها المفوضية خلال مدة خدمته، ولا يمكن للمفوضية اقتراح أي سياسة دون موافقة الرئيس.
يتلخص دور الرئيس في قيادة المفوضية الأوروبية، وتقديم التوجيهات للمفوضية والاتحاد بأكمله. تنص المعاهدات على أن «المفوضية مُلزمة بالعمل تحت توجيهات الرئيس» (المادة 219 من معاهدة روما)، ويتحقق ذلك من خلال المكالمات وحضور اجتماعات المفوضين ومجالسهم، وحضور اجتماعات رؤساء مجالس كل مفوض. يمتلك رئيس المفوضية سلطة إجبار أحد المفوضين على الاستقالة. يستند عمل المفوضية الأوروبية ككل إلى مبدأ المسؤولية الوزارية الجمعية، ولكن أعضاء المفوضية يتعاملون مع بعضهم بعضًا بمبدأ الأول بين الأنداد. يُعد دور رئيس المفوضية مشابهًا لدور رئيس الوزراء الوطني الذي يرأس مجموعة من الوزارات.
يتولى الرئيس كذلك مسؤولية تمثيل المفوضية في الاتحاد الأوروبي وغيره من المنظمات الكبرى. يُعد الرئيس عضوًا في المجلس الأوروبي، وهو يشارك في مناظرات البرلمان ومجلس الوزارات. يشارك الرئيس أيضًا في اجتماعات مجموعة الثمانية لتمثيل الاتحاد الأوروبي. ولكن يجب على الرئيس أن يتنافس مع عدة مفوضين آخرين فيما يخص الشئون الخارجية، مثل الممثل السامي للاتحاد للشؤون الخارجية والسياسة الأمنية ورئيس المجلس الأوروبي.
نشأ النظام الرئاسي في عهد جاك ديلور وتوطد منذ ذلك الحين. ورغم ذلك ما يزال رؤساء المفوضية يعتمدون على دعم المجلس الأوروبي والبرلمان من منظور خارجي. فقد كان ديلور يحظى بدعم البرلمان والمجلس طوال مدة خدمته التي زاد فيها نفوذ البرلمان بفضل المعاهدات الجديدة، وازداد فيها عدد أعضاء المجلس الأوروبي بانضمام عدة دول جديدة للاتحاد. وفي الوقت الحالي، أضحى فوز الرئيس بدعم جميع دول الاتحاد الأوروبي أمرًا صعبًا بسبب زيادة عدد أعضاء المجلس الأوروبي، حتى وإن كان عمله يقتضي استرضاء جميع الأطراف. اشتد نفوذ البرلمان على المفوضية الأوروبية في الوقت الحالي، وبات بإمكانه رفض مقترحاتها، وذلك في حين أن المفوضية تمتلك سلطة محدودة على البرلمان، فبإمكانها مثلًا حل البرلمان وعقد انتخابات جديدة.
يقع مكتب رئيس المفوضية في الطابق الثالث عشر في مبنى برليمون في بروكسل. يتلقى الرئيس إرشاده السياسي من مجلس الوزارات الخاص به، ويتولى رئيس هذا المجلس دور حارسه السياسي الشخصي. قد تؤدي تلك العوامل إلى عزل الرئيس من الأحداث الخارجية. يحظى رئيس المفوضية بمكانة عالية جدًا في أوساط الخدمة المدنية الأوروبية بحكم سلطته الهائلة ومكانته الرمزية داخل المنظمة. يمارس الرئيس صلاحيات إضافية في الاتحاد الأوروبي عن طريق المدير العام للخدمة القانونية والأمين العام للمفوضية الأوروبية. يمتلك الأول صلاحية الإطاحة بالمقترحات المتعلقة بالشكليات القانونية، والآخر يتولى تنظيم الاجتماعات وجداول الأعمال ومحاضر الجلسات. يحظى رئيس المفوضية بالمزيد من الأدوات السياسية من خلال نفوذه على هذين المسؤولين، ما يعزز من الطابع الرئاسي للمفوضية الأوروبية.
عقب إعادة تنظيم المناصب القيادية في الاتحاد الأوروبي بموجب اتفاقية لشبونة، تعرضت مسؤوليات كل منصب من تلك المناصب إلى النقد بدعوى أنها مبهمة. أشاد سفير أوكرانيا في الاتحاد الأوروبي أندرى ڤيسيلوڤسكي بإطار العمل المتفق عليه، وأوضح قائلًا أن رئيس المفوضية يمثل «حكومة الاتحاد الأوروبي» بينما يقتصر دور رئيس المجلس الأوروبي على وضع الاستراتيجيات. يختص الممثل السامي بالعلاقات الثنائية، بينما يتعامل المفوض الأوروبي لسياسة الجوار والتوسع مع المسائل الفنية مثل اتفاقية التجارة الحرة مع أوكرانيا. أما رئيس الاتحاد الأوروبي فهو الذي يعبر عن قيم الاتحاد الأوروبي.
اقترح ريتشارد كوربيت (عضو في الاتحاد الأوروبي ومؤلف عدة كتب عن الاتحاد الأوروبي) أن يستعيض الاتحاد عن تعيين «رئيس» لكل مؤسسة، وأن يعيد تسمية تلك المناصب العليا لتكون أكثر وضوحًا، مثلًا: «المتحدث» باسم البرلمان، و«محافظ» البنك المركزي، و«مدير» مجلس الوزارات، و«رئيس» المجلس الأوروبي، و«المفوض الأول».

## امتيازات المنصب
يحصل رئيس المفوضية على راتب شهري بنسبة ثابتة بواقع 138% من راتب أرفع مناصب الخدمة المدنية، وقد بلغ هذا الراتب 25,351 يورو شهريًا في عام 2013 أو 304,212 سنويًا بالإضافة إلى بدل إقامة بنحو 15% من الراتب فضلًا عن عدة بدلات أخرى لتغطية النفقات المعيشية وتعليم الأطفال.

## قائمة الرؤساء
| ترتيب | صورة | اسم (ولادة - وفاة)                   | الجنسية         | فترة شغل المنصب | فترة شغل المنصب | فترة شغل المنصب   | المفوضية                                               | الحزب الوطني | الحزب الوطني | المجموعة الأوروبية | المجموعة الأوروبية        | المرجع        |
| ترتيب | صورة | اسم (ولادة - وفاة)                   | الجنسية         | بداية الفترة    | نهاية الفترة    | المدة             | المفوضية                                               | الحزب الوطني | الحزب الوطني | المجموعة الأوروبية | المجموعة الأوروبية        | المرجع        |
| ----- | ---- | ------------------------------------ | --------------- | --------------- | --------------- | ----------------- | ------------------------------------------------------ | ------------ | ------------ | ------------------ | ------------------------- | ------------- |
| 1     |      | والتر هالشتاين (1901–1982)           | ألمانيا الغربية | 1 يناير 1958    | 5 يوليو 1967    | 9 سنوات و186 أيام | مفوضية هالشتاين ‏                                       |              | CDU          |                    | الديمقراطيون المسيحيون    | [ 10 ]        |
| 2     |      | جان ري (1902–1983)                   | بلجيكا          | 6 يوليو 1967    | 1 يوليو 1970    | 2 سنوات و361 أيام | مفوضية ري ‏                                             |              | PVV-PLP ‏     |                    | الليبراليون ‏              | [ 11 ]        |
| 3     |      | فرانكو ماريا مالفاتي ‏ (1927–1991)    | إيطاليا         | 2 يوليو 1970    | 21 مارس 1972    | 1 سنة و264 أيام   | مفوضية مالفاتي ‏                                        |              | DC           |                    | الديمقراطيون المسيحيون    | [ 12 ]        |
| 4     |      | سيكو مانشولت (1908–1995)             | هولندا          | 22 مارس 1972    | 5 يناير 1973    | 290 أيام          | مفوضية مانشولت ‏                                        |              | PvdA         |                    | الاشتراكيون               | [ 13 ] [ 14 ] |
| 5     |      | فرانسوا كزافييه أورتولي ‏ (1925–2007) | فرنسا           | 6 يناير 1973    | 5 يناير 1977    | 4 سنوات و0 أيام   | مفوضية أورتولي ‏                                        |              | UDR          |                    | الديمقراطيون التقدميون ‏   | [ 15 ] [ 16 ] |
| 6     |      | روي جنكينز (1920–2003)               | المملكة المتحدة | 6 يناير 1977    | 5 يناير 1981    | 4 سنوات و0 أيام   | مفوضية جنكينز ‏                                         |              | Labour       |                    | الاشتراكيون               | [ 17 ] [ 18 ] |
| 7     |      | غاستون ثورن (1928–2007)              | لوكسمبورغ       | 6 يناير 1981    | 5 يناير 1985    | 4 سنوات و0 أيام   | مفوضية ثورن ‏                                           |              | DP           |                    | الديمقراطيون الليبراليون ‏ | [ 19 ]        |
| 8     |      | جاك ديلور (مواليد 1925)              | فرنسا           | 6 يناير 1985    | 22 يناير 1995   | 10 سنوات و17 أيام | مفوضية ديلور ‏                                          |              | PS           |                    | الاشتراكيون               | [ 20 ]        |
| 9     |      | جاك سانتر (مواليد 1937)              | لوكسمبورغ       | 23 يناير 1995   | 15 مارس 1999    | 1 يوم             | مفوضية سانتر                                           |              | CSV          |                    | حزب الشعب الأوروبي        | [ 21 ]        |
| –     |      | مانويل مارين (1949–2017) مؤقت        | إسبانيا         | 15 مارس 1999    | 15 سبتمبر 1999  | 185 أيام          | مفوضية سانتر                                           |              | PSOE         |                    | الاشتراكيون               | [ 22 ]        |
| 10    |      | رومانو برودي (مواليد 1939)           | إيطاليا         | 16 سبتمبر 1999  | 21 نوفمبر 2004  | 5 سنوات و67 أيام  | مفوضية برودي ‏                                          |              | Democrats ‏   |                    | الديمقراطيون الليبراليون ‏ | [ 23 ]        |
| 11    |      | دوراو باروسو (مواليد 1956)           | البرتغال        | 22 نوفمبر 2004  | 31 أكتوبر 2014  | 9 سنوات و344 أيام | مفوضية باروسو                                          |              | PSD          |                    | حزب الشعب الأوروبي        | [ 24 ] [ 25 ] |
| 12    |      | جان كلود يونكر (مواليد 1954)         | لوكسمبورغ       | 1 نوفمبر 2014   | 30 نوفمبر 2019  | 5 سنوات و30 أيام  | مفوضية يونكر ‏                                          |              | CSV          |                    | حزب الشعب الأوروبي        | [ 26 ]        |
| 13    |      | أورسولا فون دير لاين (مواليد 1958)   | ألمانيا         | 1 ديسمبر 2019   | شاغلة المنصب    | 5 سنوات و112 أيام | مفوضية فون دير لاين الأولى مفوضية فون دير لاين الثانية |              | CDU          |                    | حزب الشعب الأوروبي        | [ 27 ] [ 28 ] |

## الملاحظات
1. ↑  استقال سانتر قبل انتهاء ولايته. استمرت مفوضيته بتصريف الأعمال في عهد مارين لمدة ستة أشهر. حل محله برودي الذي أكمل ولاية سانتر حتى 22 يناير 2000 عندما أعيد تعيينه لولاية جديدة.